# Mette Thiesen
Mette Thiesen, née le 20 décembre 1981 à Fredensborg (Danemark), est une femme politique danoise, actuellement membre du Parti populaire danois.

## Biographie
Mette Thiesen est d'abord vendeuse à la fin de ses études secondaires, avant de commencer en 2004 des études pour devenir professeure, ce qu'elle fait en 2008.
Elle est d'abord engagée au sein du Parti populaire conservateur. Elle est élue au conseil municipal de Hillerød sous les couleurs du mouvement lors des élections municipales de 2013. Elle est également candidate aux élections législatives de juin 2015 sous l'étiquette du parti, mais ne parvient pas à remporter de siège.
En juin 2017, elle annonce quitter le Parti populaire conservateur pour rejoindre La Nouvelle Droite, un parti fondé deux ans plus tôt par d'autres anciens membres du mouvement. Elle est tête de liste de son nouveau parti aux élections municipales de 2017, et est réélue conseillère municipale de Hillerød. Elle est alors la seule candidate de La Nouvelle Droite à remporter un siège dans un conseil municipal de tout le pays.
En avril 2018, elle qualifie le coach sportif Mahmoud Loubani de « terroristsympatisør » (« sympathisant de terroristes ») dans un post sur Facebook. Attaquée en diffamation, elle est condamnée en décembre 2019 à verser 15 000 couronnes danoises de dommages-intérêts.
Elle fait partie des quatre candidats de La Nouvelle Droite à remporter un siège de député au Folketing lors des élections législatives de juin 2019. Après le scrutin, elle devient la vice-présidente de son groupe parlementaire, dont elle est également la porte-parole sur les thématiques de famille, d'éducation, d'enfance, d'affaires sociales, de transports, d'affaires intérieures, de citoyenneté et de territoires ruraux.
Elle n'est pas candidate à un troisième mandat au conseil municipal de Hillerød lors des élections municipales de novembre 2021.
Elle est réélue pour un second mandat au Folketing lors des élections législatives du 1er novembre 2022. Cependant, elle annonce le 7 novembre son départ du parti, suite à un incident impliquant son compagnon, accusé d’avoir agressé un employé du parti lors de la soirée électorale. L'annonce survient quelques heures avant une réunion de la direction de La Nouvelle Droite convoquée par Pernille Vermund lors de laquelle il était pressenti que l'exclusion de Thiesen du parti serait décidée. Avec son annonce, Thiesen devient la députée la plus rapide de l'histoire danoise à quitter son parti après son élection, et La Nouvelle Droite appelle à sa démission du Folketing pour permettre à son suppléant, membre du parti, de prendre son siège.
En janvier 2023, elle entame une collaboration de travail avec le groupe parlemetaire du Parti populaire danois, tout en continuant de siéger en tant qu'indépendante. Elle rejoint formellement le parti en février.